# South Boston (Virginie)
Cet article concerne la municipalité de Virginie. Pour le quartier de Boston, voir South Boston.
South Boston est une municipalité américaine située dans le comté de Halifax en Virginie. Selon le recensement de 2010, sa population est de 8 142 habitants.

## Géographie
South Boston est située sur la Dan River. D'après le Bureau du recensement des États-Unis, la municipalité s'étend sur 13,15 milles carrés (34,06 km2), dont 0,1 mille carré (0,26 km2) d'étendues d'eau.

## Histoire
En 1786, l'Assemblée générale de Virginie autorise la vente de terres — Boyd's Ferry — pour fonder le bourg de South Boston. Ce nom fait probablement référence à sa situation sur la rive sud de la Dan River ainsi qu'à la Boston Tea Party. La localité se développe réellement à partir de 1854 lors de l'arrivée du Richmond and Danville Railroad (en). South Boston devient une municipalité en 1884 et se transforme en l'une des principales villes du pays pour le commerce des feuilles de tabac,.
En 1960, South Boston adopte le statut de ville indépendante (en anglais : independent city), qui cumule les fonctions de municipalité et de comté. Elle choisit de retrouver son statut de simple « town » en 1995, pour des raisons essentiellement fiscales. Deux ans plus tard, elle annexe plusieurs quartiers non incorporés du comté de Halifax.

## Démographie
La population de South Boston est estimée à 7 950 habitants au 1er juillet 2016.
| Groupe                                  | South Boston | Virginie | États-Unis |
| --------------------------------------- | ------------ | -------- | ---------- |
| Blancs                                  | 50,6         | 70,0     | 76,9       |
| Afro-Américains                         | 47,0         | 19,8     | 13,3       |
| Asiatiques                              | 1,6          | 6,6      | 5,7        |
| Métis                                   | 0,6          | 2,9      | 2,6        |
| Amérindiens                             | 0,1          | 0,5      | 1,3        |
| Hawaïens et autres peuples du Pacifique | 0,1          | 0,1      | 0,2        |
|                                         |              |          |            |
| Hispaniques et Latino-Américains        | 0,3          | 9,1      | 17,8       |

Le revenu par habitant était en moyenne de 17 582 dollars par an entre 2012 et 2016, largement inférieur à la moyenne de la Virginie (34 967 dollars) et à la moyenne nationale (29 829 dollars). Sur cette même période, 28,4 % des habitants de South Boston vivaient sous le seuil de pauvreté (contre 11,0 % dans l'État et 12,7 % à l'échelle des États-Unis).